# Gliese 169
Gliese 169 is een rode dwerg met een spectraalklasse van M0.5V. De ster bevindt zich 36,62 lichtjaar van de zon.